# Interféromètre de Shearing

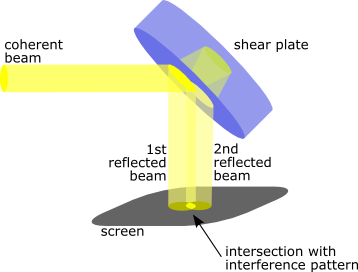
Schéma de principe d'un interféromètre de Shearing

L'interféromètre différentiel ou interféromètre à décalage latéral est un interféromètre très simple généralement utilisé pour tester le parallélisme des rayons d'un faisceau de lumière cohérente. Les interférences sont obtenues grâce à une lame à faces parallèles. Ce type d'interféromètre est particulièrement adapté pour tester des sources lasers car leur longueur de cohérence est généralement très supérieure à l'épaisseur de la lame: ainsi, la condition d'interférences est toujours validée.

## Principe
Pour un article plus général, voir Lame à faces parallèles.
Cet interféromètre s'appuie sur les interférences obtenues avec une lame à faces parallèles. La lame est constituée d'un verre de très haute qualité, comme par exemple le N-BK7 dont les deux dioptres sont taillés très précisément. La plupart des interféromètres shearing sont en fait constitués d'une lame dont les deux faces ne sont pas rigoureusement parallèles mais très légèrement inclinées entre elles, à la manière d'un prisme.
Cet interféromètre est un interféromètre à division d'amplitude. En effet, lorsqu'un faisceau de rayons parallèles intercepte le premier dioptre, il est séparé en un faisceau réfléchi et un faisceau réfracté. Une partie du faisceau réfracté est elle-même réfléchie à la surface verre-air du second dioptre puis transmise au travers du premier dioptre. L'épaisseur non nulle de la lame de verre implique un décalage entre la partie du rayon réfléchie et la partie du rayon reflétée: c'est ce décalage (shearing en anglais) qui donne son nom à cet interféromètre. Ce décalage peut d'ailleurs également être introduit par un réseau. 
Si le faisceau incident est collimaté, alors son front d'onde est un plan. Dans ce cas, on observe des franges d'égale épaisseur distantes entre elles de:
{\displaystyle d_{f}={\frac {\lambda }{2n\theta }}}
Avec {\displaystyle \lambda } la longueur d'onde du faisceau, n l'indice de réfraction, et {\displaystyle \theta } l'angle entre les dont on cherche à tester le parallélisme. Les franges sont également espacées entre elles. Lorsque le faisceau incident n'est pas parfaitement collimaté, la différence de chemin optique entre les deux fronts d'onde réfléchis est différente du cas collimaté: l'augmentation (ou la diminution) dépend de la courbure du front d'onde (on peut donc instantanément différencier un faisceau convergent d'un faisceau divergent). La figure d'interférence étant tournée, on accède ainsi au rayon de courbure {\displaystyle R} via la formule:
{\displaystyle R={\frac {s\cdot d_{f}}{\lambda \sin \gamma }}}
Avec {\displaystyle s} le décalage (la distance de shear), {\displaystyle d_{f}} la distance inter-frange, {\displaystyle \lambda } la longueur d'onde et {\displaystyle \gamma } la déviation angulaire par rapport à un parfait alignement.